# Eugene Sledge
Eugene Bondurant Sledge (Mobile, 4 novembre 1923 – Montevallo, 3 marzo 2001) è stato un militare statunitense, insegnante universitario di biologia e scrittore.

## Biografia

### Anni post bellici e morte
Nel 1981 pubblicò il suo libro di memorie With the Old Breed, in cui racconta le sue esperienze di combattimento durante la guerra del Pacifico della seconda guerra mondiale, successivamente utilizzato come materiale di base per la miniserie The Pacific, in cui è interpretato da Joseph Mazzello.